# Municipio de Greene (condado de Jay)
El municipio de Greene (en inglés: Greene Township) es un municipio ubicado en el condado de Jay en el estado estadounidense de Indiana. En el censo del año 2010 tenía una población de 989 habitantes. Tiene una población estimada, en 2019, de 1120 habitantes.

## Geografía
El municipio de Greene se encuentra ubicado en las coordenadas 40°26′12″N 85°4′17″O / 40.43667, -85.07139. Según la Oficina del Censo de los Estados Unidos, el municipio tiene una superficie total de 91.31 km², de la cual 91,29 km² corresponden a tierra firme y (0,02 %) 0,02 km² es agua.

## Demografía
Según el censo de 2010, había 989 personas residiendo en el municipio de Greene. La densidad de población era de 10,83 hab./km². De los 989 habitantes, el municipio de Greene estaba compuesto por el 98,69 % blancos, el 0,3 % eran afroamericanos, el 0,2 % eran asiáticos, el 0,51 % eran de otras razas y el 0,3 % eran de una mezcla de razas. Del total de la población el 0,61 % eran hispanos o latinos de cualquier raza.